# Ґанеко Каме
Каме Ґанеко (яп. 我如古カメ; 10 квітня 1905, Японія) — японська супердовгожителька, чий вік був підтверджений Групою геронтологічних досліджень (GRG). Померла у віці 114 років, 191 день.

## Життєпис
Каме Ґанеко народилася 10 квітня 1905 року в Японії. Вона проживала в селі Йомітан, повіт Накаґамі, префектура Окінава, Японія. У віці 114 років у 2019 році вона була найстарішою живою людиною в префектурі Окінава, третьою найстарішою людиною в Японії та п'ятою найстарішою живою людиною у світі.
10 квітня 2019 року Каме Ґанеко відсвяткувала свій 114-й день народження, а 24 липня 2019 року увійшла у список 100 найстаріших жінок в історії.